# Mangora vito
Mangora vito är en spindelart som beskrevs av Levi 2005. Mangora vito ingår i släktet Mangora och familjen hjulspindlar.
Artens utbredningsområde är Costa Rica. Inga underarter finns listade i Catalogue of Life.